# 785e compagnie de guerre électronique
La 785e compagnie de guerre électronique (785e CGE) spécialisée dans les transmissions militaires, a été créée le 16 octobre 1981 à Cesson-Sévigné (ESEAT), et a pour devise « Oderint, dum metuant » (« Qu'ils me haïssent, pourvu qu'ils me craignent ! »). Elle descend de la 785e Compagnie de Transmissions créée en 1958  au quartier Bossut à Pontoise. Elle assure une veille technologique dans le domaine des télécommunications et dispose d'une palette de techniciens spécialistes de très haut niveau. Elle a quitté Orléans pour Rennes à l'été 2012, qu'elle avait déjà quitté en janvier 1993. Elle est rattachée à la brigade de renseignement et cyber-électronique de Strasbourg.

## Composition

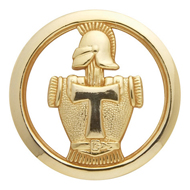
Insigne de béret des transmissions

- 1 section de d'appui et de commandement ;
- 1 section Conception ;
- 1 section d'expérimentation ;
- 1 section informatique ;